# 第三屆新加坡金曲獎得獎名單
《第三屆新加坡金曲獎》（註：第三屆933醉心金曲獎），於1995年在新加坡室內體育館舉行。大會司儀為933DJ馮慧詩和江江。

## 最佳唱片製作獎
Love, Sandy——林憶蓮——林憶蓮、Jim Lee、周世暉

## 最佳金曲獎
棋子——王菲

## 933醉心龍虎榜年度10大最受歡迎金曲
- 忘情水——劉德華
- 天意——劉德華
- 棋子——王菲
- 哪有一天不想你——黎明
- 誰教我是真的愛你——潘美辰
- 對你的愛永遠多一點——黎明
- 狂戀——郭富城
- 渴望——郭富城
- 愛火——孫耀威
- 燃燒一瞬間——張清芳

## 最佳本地作詞獎
擔心——梁文褔

## 最佳本地作曲獎
我等到花兒也謝了——李偉菘

## 最佳作詞獎
領悟——李宗盛

## 最佳作曲獎
領悟——李宗盛

## 最佳編曲獎
阿姊鼓——何訓田

## 最佳唱片包裝獎
飲食男女電影原聲帶

## 最受歡迎男歌手獎
劉德華

## 最受歡迎女歌手獎
王菲

## 最佳演繹男歌手獎
張學友、周華健

## 最佳演繹女歌手獎
林憶蓮

## 最佳本地歌手獎
陳潔儀

## 最佳組合獎
草蜢

## 最佳新人獎
李克勤

## 傳媒推薦（本地新人）獎
葉良俊

## 醉心榮譽獎
李宗盛

## 爭議
該年度的金曲獎如過往兩屆一樣有爭議。前兩屆因為被指「分豬肉」，亦被傳那些公開投選的獎項其實一早內定，惹起爭議。而這一屆被報道指出偏頗寶麗金唱片，因為在金曲獎的宣傳卡上特別為一套「寶麗金激光唱片作宣傳」。此卡一出，憤怒聲四起，歌迷及唱片公司，群起抗議。
引起非議的是一張由 933 醉心頻道與贊助商7-Eleven聯合 印製的“明星卡”,此卡目的在於宣傳將於9月16日舉行的金曲獎頒獎禮，但卡片上除了列出入圍最受歡迎男女歌手獎的8 位歌手，也同時印上一段 《寶麗金龍虎榜 勁歌金曲》 及張學友單曲 激光唱片的宣傳文字。此 「明星卡」頓時讓人覺得933 醉心頻道有厚此薄彼之嫌，對寶麗金特別「照顧」，因此，潘美辰歌迷、小虎隊歌迷、孫耀威歌迷和郭富城歌迷等，分別向「聯合晚報」質疑公平性，並氣憤的表示：如果「明星卡」純粹是為了宣傳金曲獎和介紹入圍最受歡迎男女歌手的8位歌手，就不應該在同一張卡片上再宣傳寶麗金的唱片。最令他們氣不過的是該段宣傳文案還特別提及這張名為《寶麗金龍虎榜勁歌金曲》的專輯中收錄了王靖雯等歌手的歌曲，而王靖雯都是有角逐最受歡迎女歌手獎項的藝人，這直接對其他入圍此獎項的歌手造成不公平，歌迷還表示，寶麗金這套專輯的宣傳文字在金曲獎的 「明星卡」上如此搶眼，不知情的還以為寶麗金是醉心金曲獎的聯辦機構之一。另外，多家唱片公司 ，亦認為有欠公平，百代:不該宣傳別的、華納:感到不被尊重、藝能:為何只有一家 及 風格:應給大家機會。
最後，寶麗金成為該屆的大贏家，一共奪得七個獎項。

## 相關連結
新加坡金曲獎
1. ↑  . 聯合晚報. 4 September 1995.
2. ↑  . 聯合晚報. 4 September 1995.
3. ↑  . 聯合晚報. 4 September 1995.
4. ↑  . 聯合晚報. 4 September 1995.
5. ↑  . 聯合晚報. 4 September 1995.
6. ↑  . 聯合晚報. 4 September 1995.